# THW Kiel
El Turnverein Hassee-Winterbek e.V. (THW Kiel e.V.) es un equipo de balonmano de la ciudad de Kiel, Alemania. Actualmente compite en la Bundesliga alemana y es el club más laureado en Alemania siendo vencedor de 20 Ligas alemanas y uno de los más importantes a nivel mundial. 
El club fue fundado el 4 de febrero de 1904 como club de gimnasia para niños y hombres, siendo aceptadas también las mujeres a partir de 1907. La sección de balonmano no se incorporaría hasta 1923, siendo de todas las que componen el club la que más reconocimiento le ha aportado tanto en Alemania como en el resto de Europa.

## Historia

### 1990-2000
En 1993 se haría cargo de la dirección deportiva del equipo Zvonimir Serdarušić, cargo que ocuparía durante 15 años (1993-2008), y que supondría un punto de inflexión en la historia del THW Kiel. En su primera temporada como entrenador, el THW se alzaría con el título de liga tras 31 años de sequía. A este título se sumarían otros dos más en las temporadas 1995 y 1996, habiendo conseguido en tres años los mismos que en toda su historia hasta ese momento. En la Liga de Campeones no consiguieron llegar a la final al ser superados en ambas temporadas por el Club Deportivo Bidasoa. 
La temporada 1996-97 se caracterizó por la irregularidad, llegando a perder hasta 10 partidos en la liga y finalizando 3º a 15 puntos del TBV Lemgo. En la Liga de Campeones y tras una prometedora primera fase en la que terminaron primeros de su grupo, eliminaron al Club Balonmano Cantabria de Talant Dujshebaev y Mijaíl Yakimovich en cuartos de final por un global de 47-45. Sin embargo, el RK Zagreb les apartaría de la final al eliminarles en semifinales cayendo en el Dom Sportova de Zagreb por 25-23 y no poder sacar un resultado ventajoso tras el empate a 23 del partido de ida.

### 2000-2010
Alfreð Gíslason se hizo con el cargo de entrenador jefe en 2008. Su primera temporada al frente (2008-09), consiguió la Liga, con unas estadísticas de 32 victorias, 1 empate y 1 derrota, consiguiendo el récord de puntos. En cuanto a la Liga de Campeones, ganó los seis partidos en la primera fase y solo perdió un partido en la segunda fase de grupos ante el BM Ciudad Real, en un grupo donde también estaban el F. C. Barcelona y el GOG Svendborg TGI. Una vez en cuartos, derrotó al RK Zagreb y en semifinales al Rhein-Neckar Löwen. En la gran final se enfrentó de nuevo al BM Ciudad Real, perdiendo nuevamente por los resultados de 34-39 y 33-27. Después de esta derrota, ganaron la Copa de Alemania por 30-24 al VfL Gummersbach.
En la temporada 2009-2010, el conjunto alemán, vendió a dos de sus pilares, Nikola Karabatić y Vid Kavticnik al Montpellier HB por 1,5 millones de euros. Para compensar las ventas, llegaron jugadores de renombre como los dos centrales Daniel Narcisse y Momir Ilic. En lo que sería la primera temporada sin Karabatic, Filip Jicha junto con Narcisse, Momir Ilic y Thierry Omeyer, llevaron al equipo a su decimosexta liga alemana, sólo un punto por encima del HSV Hamburg. En la Copa Alemana, el VfL Gummersbach, se tomó la revancha de la final del año pasado, derrotándolos en cuartos de final por 35-28. En la Liga de Campeones, derrotaron en cuartos al Rhein-Neckar Löwen y en semifinales ganaron al BM Ciudad Real. En la final, se enfrentarían al F. C. Barcelona, ganando por 34-36, en lo que fue la primera final a un único partido, consiguiendo la segunda Liga de Campeones de su historia.

### 2010-
Tras el mágico año 2010, la temporada 2010-11 supondría un paréntesis en la hegemonía del THW Kiel, que vería rota su racha de 6 títulos de liga consecutivos al ser superados en la clasificación por el HSV Hamburg. En la Liga de Campeones tampoco podrían defender su título, siendo derrotados por el F. C. Barcelona en los cuartos de final. El THW Kiel, que ya había perdido 27-25 en el Palau Blaugrana en el partido de ida, no pudo remontar en su casa cayendo nuevamente por 33-36 en su feudo. Sin embargo, el equipo de Alfreð Gislason no cerraría la temporada sin conseguir ningún título, puesto que conseguirían alzarse con la Copa de Alemania al derrotar en la final al SG Flensburg-Handewitt por 30-24.
La temporada 2011-12 supuso uno de los momentos más álgidos en la historia del club, ya que volverían a conquistar el título de liga con un inmaculado balance de 34 victorias en los 34 partidos disputados, aventajando en 11 puntos al segundo clasificado. Además añadirían una perfecta trayectoria victoriosa en la competición de copa, en cuya final se volverían a imponer nuevamente al SG Flensburg-Handewitt, en lo que era la reedición de la final del año anterior, esta vez por un apretado 33-31. La consagración definitiva de una temporada perfecta llegaría con la Liga de Campeones, a cuya final a 4 llegarían tras eliminar al Orlen Wisła Płock y al RK Zagreb en octavos y cuartos de final respectivamente. Las semifinales les emparejaron con otro equipo alemán, el Füchse Berlin, al que derrotaron por un solo gol en un trepidante partido, 25-24, en el que Filip Jicha tuvo una actuación estelar anotando 11 de los 25 goles de equipo. En la final se coronaron como mejor equipo de Europa al vencer por 26-21 al Atlético de Madrid.
El THW volvería a mantener su dominio en Alemania, donde consiguió nuevamente el doblete liga-copa, venciendo en esta última por tercer año consecutivo a sus vecinos del SG Flensburg-Handewitt. Así se presentó a la final a 4 de la Liga de Campeones en Colonia, donde se enfrentaron al HSV Hamburg, que liderados por un magistral Domagoj Duvnjak, les apartarían de la gran final al caer por 39-33 con el equipo entrenado por Martin Schwalb.
La temporada 2013-14 comenzaría marcada por las bajas de cuatro jugadores emblemáticos como Thierry Omeyer, Daniel Narcisse, Momir Ilic y de su capitán Marcus Ahlm que se retiraba como jugador de balonmano tras haber defendido la camiseta de las cebras durante las últimas diez temporadas. A pesar de ello, el THW conseguiría su 19º título de liga alemana tras una encarnizada lucha con el Rhein-Neckar Löwen que se resolvería tan solo por dos goles de diferencia en el gol average general, tras haber derrotado cada uno de ellos a su rival por tres goles en sus respectivos feudos. Una victoria por 13 goles de diferencia ante el TBV Lemgo en la última jornada sería definitiva para proclamarse campeón, puesto que el conjunto de Mannheim llegaba con ventaja a esa última jornada precisamente. 
Fueron precisamente los leones del Rhein-Neckar Löwen los que se habrían vengado con anterioridad en los octavos de final de la Copa alemana al derrotar al THW Kiel por 30-32 en el Sparkassen-Arena, impediéndoles defender sus tres últimos títulos de copa y tener la posibilidad de ser el primer club alemán en proclamarse campeón de dicha competición en cuatro ocasiones consecutivas.
En la Liga de Campeones se verían encuadrados en un grupo asequible en el que finalizarían primeros, hecho que facilitaba su camino hacia la Final Four de Colonia al cruzarse con dos rivales asequibles en octavos y cuartos de final respectivamente como eran el HC Motor Zaporozhye ucraniano y el RK Metalurg macedonio a los que derrotarían en los cuatro encuentros correspondientes. En semifinales se verían las caras con el campeón húngaro, el MKB Veszprém KC, al que tras un duro partido y guiados por un gran Aron Pálmarsson derrotarían por 29-26. Les esperaba en la final sus vecinos del SG Flensburg-Handewitt, que se habían impuesto al F. C. Barcelona en una emocionantísima semifinal que se decidiría en los lanzamientos desde los siete metros. A pesar de presentarse a esa final como favoritos al título, el equipo de Flensburg se repondría a la desventaja de dos goles con la que llegó al descanso y se proclamaría campeón de Europa por primera vez en su historia, resarciéndose de la derrota en la final de 2007 que enfrentó a estos mismos conjuntos y que se decantó del lado blanquinegro.

## Plantilla

### Plantilla 2024-25

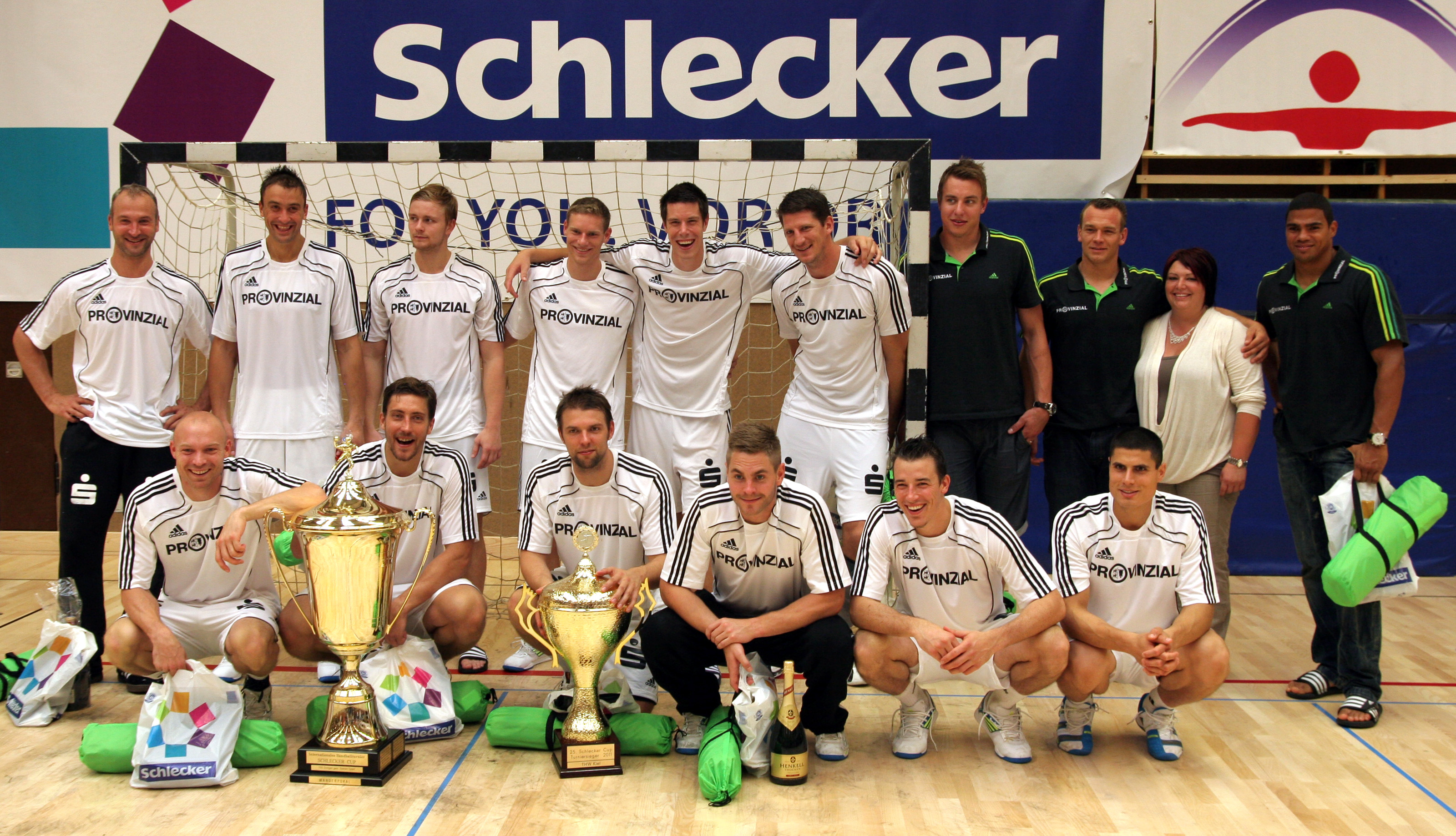
THW Kiel 2010 en la Schlecker Cup.

|  | Porteros - 16 Tomáš Mrkva - 33 Andreas Wolff Extremos izquierdos - 07 Magnus Landin - 23 Rune Dahmke Extremos derechos - 24 Lukas Zerbe - 91 Bence Imre Pívots - 11 Petter Øverby - 17 Patrick Wiencek - 61 Hendrik Pekeler | Laterales izquierdos - 21 Eric Johansson - 53 Nikola Bilyk Centrales - 04 Domagoj Duvnjak - 25 Linus Kutz - 71 Elias Ellefsen á Skipagøtu Laterales derechos - 06 Harald Reinkind - 19 Henri Pabst - 45 Emil Wernsdorf Madsen |

## Jugadores históricos
| - Heinrich Dahlinger (1936-1966) - Holger Oertel (1972-1984) (1988-1989) - Uwe Schwenker (1980-1992) - Magnus Wislander (1990-2002) - Christian Scheffler (1991-2003) - Thomas Knorr (1992-1998) - Michael Menzel (1994-2000) - Staffan Olsson (1996-2003) - Nenad Peruničić (1997-2001) - Stefan Lövgren (1999-2009) | - Demetrio Lozano (2001-2004) - Johan Petersson (2001-2005) - Henning Fritz (2001-2007) - Marcus Ahlm (2003-2013) - Christian Zeitz (2003-2014) - Nikola Karabatić (2005-2009) - Vid Kavtičnik (2005-2009) - Kim Andersson (2005-2012) - Thierry Omeyer (2006-2013) - Filip Jicha (2007-2015) - Daniel Narcisse (2009-2013) |

## Entrenadores
- 1978–1979  Werner Kirst
- 1979–1980  Gerd Welz
- 1980–1981  Marinko Andrić
- 1981–1982  Herward Wieck
- 1983–1986  Jóhann Ingi Gunnarsson
- 1987-1989  Marek Panas
- 1989  Josip Milković
- 1989-1992  Holger Oertel
- 1993  Uwe Schwenker
- 1993-2008  Zvonimir Serdarušić
- 2008-2019  Alfreð Gíslason
- 2019-  Filip Jícha

## Palmarés
- Copas de Europa:
  - Campeón (4): 2007, 2010, 2012, 2020
  - Finalista (4): 2000, 2008, 2009, 2014
  - Semifinalista (6): 1996, 1997, 2001, 2013, 2015, 2016
- Bundesliga:
  - Campeón (23): 1957, 1962, 1963, 1994, 1995, 1996, 1998, 1999, 2000, 2002, 2005, 2006, 2007, 2008, 2009, 2010, 2012, 2013, 2014, 2015, 2020, 2021, 2023
  - Subcampeón (9): 1953, 1956, 1960, 1964, 1983, 1985, 1989, 2004, 2011
- Copas de Alemania:
  - Campeón (13): 1998, 1999, 2000, 2007, 2008, 2009, 2011, 2012, 2013, 2017, 2019, 2022, 2025
  - Finalista (3): 1979, 1990, 2005
- Copas EHF:
  - Campeón (4): 1998, 2002, 2004, 2019
- Supercopa de Europa:
  - Campeón (1): 2007
  - Finalista (1): 2004
- Supercopa de Alemania:
  - Campeón (13): 1995, 1998, 2005, 2007, 2008, 2011, 2012, 2014, 2015, 2020, 2021, 2022, 2023
  - Finalista (7): 1994, 1996, 1999, 2000, 2002, 2006, 2009
- Mundial de Clubes:
  - Campeón (1): 2011
  - Finalista (1): 2012